# 吉田矢健治

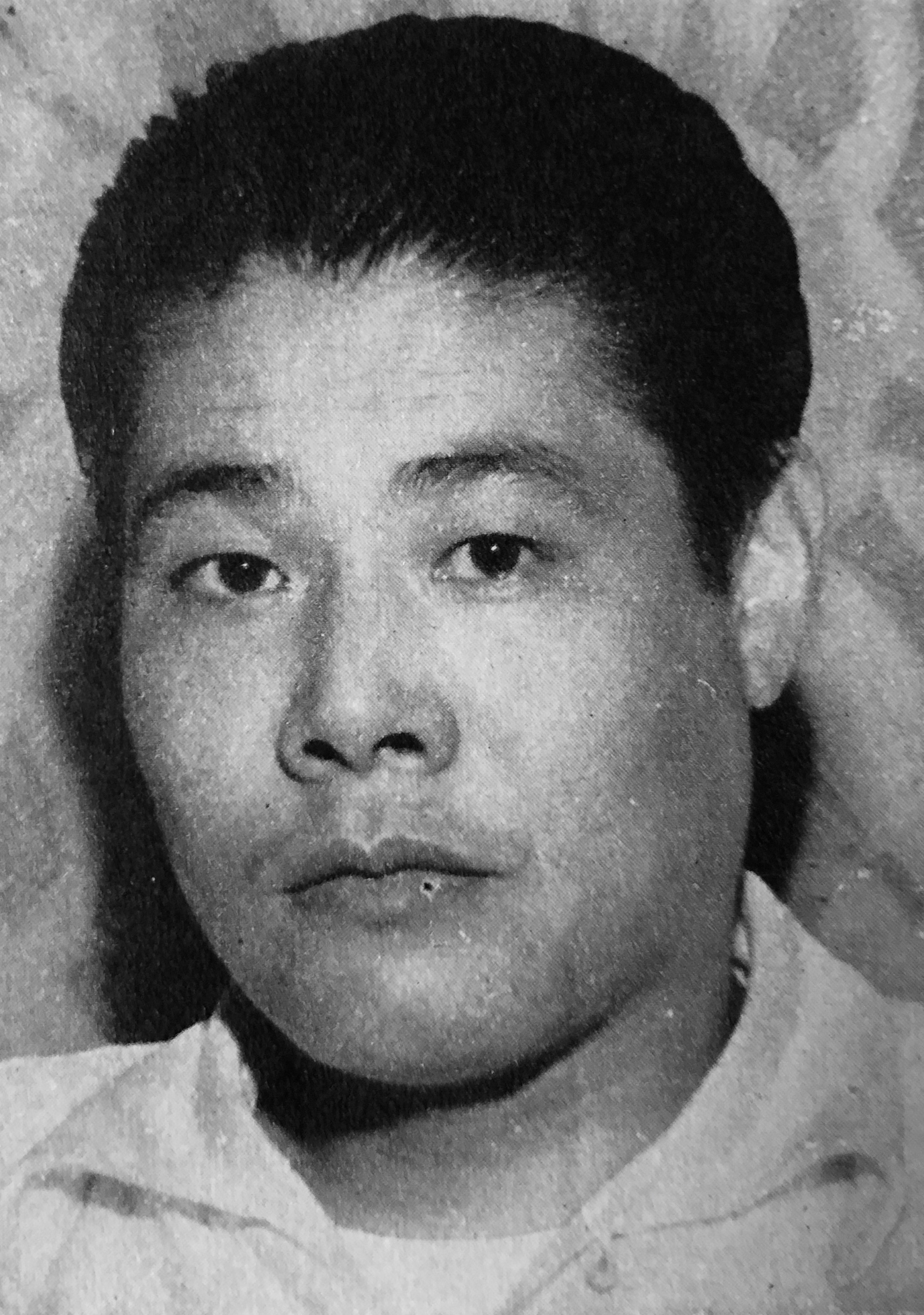
吉田矢健治（1954年）

吉田矢 健治（よしだや けんじ、1923年（大正12年）10月25日 - 1998年（平成10年）11月6日）は、昭和期の作曲家。山口県岩国市出身。明治大学卒業。通称：ダヤ先生。

## 経歴
明治大学マンドリン倶楽部を経て、作曲家の利根一郎に師事。
1950年（昭和25年） 12月よりテイチクレコード専属となり、村澤良夫歌唱の「見果てぬ夢」で作曲家としてデビュー。翌年に菅原都々子の『広東エレジー』で初ヒットを飛ばす。(尚、此の作品は後にシンガポールの演歌歌手黄清元によってカヴァーされ、現地でも広く知られる様になった。)1953年（昭和28年）からキングレコードに専属し、「あなたと共に」、「夕焼けとんび」、「山の吊橋」など昭和期に多くの曲を作曲した。「女心の唄」ではバーブ佐竹が第7回日本レコード大賞新人賞を受賞。優しいその旋律は、吉田矢メロディーと呼ばれた。
1992年（平成4年）、第34回日本レコード大賞功労賞を受賞。
1998年（平成10年）11月6日、肺気腫のため死去、75歳没。告別式には音楽葬が行われた。

## 代表曲
- 『山のロマンス』（昭和27年5月）［島田芳文作詞、歌：楠木繁夫］
- 『雨降る街角』（昭和28年11月）［東条寿三郎作詞、歌：春日八郎］
- 『あなたと共に』（昭和29年11月）［矢野亮作詞、歌：津村謙、吉岡妙子］
- 『スペインの恋唄』（昭和29年11月）［矢野亮作詞、歌：松島詩子］
- 『私の幸福は何処へ』（昭和29年12月）［矢野亮作詞、歌：吉岡妙子］
- 『月夜の笛』（昭和30年1月）［横井弘作詞、歌：津村謙］
- 『青き月夜の並木路』（昭和30年5月）［東条寿三郎作詞、歌：大津美子］
- 『月の出ぬ間に』（昭和31年10月）［横井弘作詞、歌：石井千恵］
- 『お花ちゃん』（昭和31年10月）［矢野亮作詞、歌：三橋美智也、斉藤京子］
- 『みれん峠』（昭和31年11月）［東条寿三郎作詞、歌：三橋美智也］
- 『ごめんよかんべんナ』（昭和32年4月）［伊作詞、歌：春日八郎]
- 『夕焼けとんび』（昭和33年3月）［矢野亮作詞、歌：三橋美智也］
- 『別れの燈台』（昭和33年7月）［高橋掬太郎作詞、歌：春日八郎］
- 『山の吊橋』（昭和34年10月）［横井弘作詞、歌：春日八郎］
- 『足摺岬』（昭和34年11月）［高橋掬太郎作詞、歌：春日八郎］
- 『女心の唄』（昭和40年1月）［山北由希夫作詞、歌：バーブ佐竹］
- 『ひとり泣く夜のワルツ』（昭和42年7月）［矢野亮作詞、歌：江利チエミ］
- 『慕情の街』（昭和49年）［たなかゆきを作詞、歌：春日八郎］
- 『坂東節/恋あらし』（昭和51年）［横井弘作詞、歌：三橋美智也］
- 『瀬戸の船唄』（昭和53年）［水野喬作詞、歌：三橋美智也］
- 『あゝ高杉晋作』（昭和61年）［山添花秋作詞、歌：三橋美智也］